# KIFC3
KIFC3, kinesin family member C3, est une protéine encodée chez l’homme par le gène KIFC3 situé sur le chromosome 16 humain.